# 東門大人廟
八協境東門大人廟，又稱東安坊崙仔頂大人廟，昔日府城八協境之主廟，主祀朱、池、李三王爺，位於臺灣臺南市東區東門里的王爺廟。
22°59′21″N 120°12′43″E / 22.989278°N 120.211834°E

## 歷史

### 清治時期
東門大人廟一般說法是創建於清康熙五十五年（1716年），但是康熙廿五年（1686年）的《福建通志》已經記載了據說是其分靈廟的「保大里大人廟」（保西代天府）的存在，故東門大人廟的創建年代似乎更早。
石萬壽考察廟址原位於崙仔頂北側，又稱「東安坊崙仔頂大人廟」，今台南一中附近，原為府城大廟，前後有三殿，列七寺八廟之一，道光以後實施聯境自衛制度，此廟為八協境的聯境主。光緒年間，分府城內為五段，分設保甲局，其東段保甲局即設於此廟內。
道光二十九年（1849年）的殘碑，刻捐助者有石鼎美、黃謙記、魏珍山、張啟賢。其中石鼎美即石時榮，在清嘉慶年至同治年間，府城的大小公眾事務捐輸都能見其紀錄，建有石鼎美古厝。

### 日治時期
因闢建東門圓環，此廟又拆遷，神像曾寄祀東嶽殿。1915年的調查，廟址為大人廟街乙398番地；1920年到1945年的調查，廟址為東門町一丁目28番地。

### 戰後時期
1955年始於東門圓環東北角另建廟宇，委身於東門路橋。石萬壽調查，從崙仔頂北側開始立廟，到後因民族路開闢遂移至東門圓環一帶，更因拓寬道路、建陸橋，此廟前後共遷移四次。廟原先所在的大廟里是因此廟而得名，後2002年整編與泉北里合併成為東門里，與臺南彌陀寺、祝三多廟皆在同一里。
東門市場的黃姓香腸小販，曾擔任此廟理事。該市場拆除後，攤販遂移到此廟門口。香腸販第二代的黃瑞生，後成了大人廟的廟祝。

東門大人廟外部

大員文化觀光協會在前理事長張明山的帶領下，對台南東區開始了一連串的文史資料蒐集與實地勘察，連年舉辦「東門大街——文化資產之旅」。他們認為最值得關注的便是此廟，有許多珍貴文物。門神為潘麗水父親潘春源作品、壁畫則是蔡草如作品。寫有「爻占九二」匾額，為大天后宮所送。但如今廟裡的門神和壁畫薰黑，難以辨識其原貌，樑柱蛀蝕嚴重。台南市議員蔡旺詮決向台南市政府爭取，讓大人廟列入古蹟，期能妥善維護。

東門大人廟金爐

在2014年採訪時，黃瑞生已當起無薪的廟祝數十年。此廟每天僅開六小時，香客稀少，但不少外地信徒會慕名前來。
臺南市文化資產管理處處長林韋旭到此廟會勘，對其數度遷移、但保有完整的蜘蛛網狀藻井感到驚奇，說這類藻井若拆遷非常不易，成功重組機率微乎其微，也表達該廟歷史悠久，可是並無任何管委會相關組織，希望廟方先儘速完成組織程序，讓後續政府盡力協助，來重現過往風華。廟方與信徒們聽此，因而有意成立組織，以便市府爭取相關經費修繕。

## 祭祀
東門大人廟的三府千歲（王爺）信仰，不同與民間常見的王爺信仰、五府千歲截然不同，稱為為「三王信仰」或稱「三老爺信仰」。學者石萬壽指出這類三老爺信仰系統（鄭成功系統）廟宇之起源為府城鎮北坊的三老爺宮（朱、曹、魏），以及東安坊崙仔頂大人廟，主神朱王爺即是鄭成功。 然而《臺南王爺信仰與儀式》一書則將鎮北坊三老爺宮與東門大人廟分開成兩個體系，指出原本東門大人廟的三府王爺信仰不像三老爺宮那樣，廟方原本便認為與鄭氏三代有密切關聯。

### 主神
關於大人廟朱、池、李三王爺的身分，目前有三種說法：
| 鄭氏三代               | 即鄭成功、鄭經、鄭克臧三代。朱王爺是鄭成功，因為他曾被賜與明朝國姓「朱」；池王爺是鄭經，因為「池」與「鄭」的閩南語發音相近；李王爺則是指鄭克臧，因為民間相傳鄭克臧本姓「李」。。《永康的歷史遺跡與民間信仰文化》一書認為此種王爺信仰實為鄭成功信仰的說法來自連橫《臺灣通史》，而後有學者石萬壽、蔡相煇等學者支持。 |
| 義兄弟                 | 漳州府漳浦縣南門外京仔社人，三人為義兄弟，擅長管弦。名聲傳入京城後，三人被召入宮中演奏，不料文武百官在聽到音樂之後竟紛紛倒下，皇帝以為三人是妖怪而下令將之斬首。玉皇大帝得知後，憐憫三人遭遇而封為神祇，並要三人下凡稽查人間善惡。                                                                                 |
| 陳元光（開漳聖王）部將 | 據學者黃典權的研究，三位王爺分別是朱參、池文魁、李伯瑤。朱參為河南固始縣人，子孫散居漳泉各地。池文魁為河南固始縣人，子孫居於泉州同安縣。李伯瑤是陝西三原人，衛國公李靖之孫，有子十三人，分衍於漳州府龍溪、漳浦、海澄等縣。                                                                                         |

而保西代天府則認為三位王爺是朱參、池文魁、李伯瑤，不過保西代天府的分靈廟「蔦松三老爺宮」則認為主神其實是鄭成功。而過去蔦松三老爺宮其實對主神三老爺（三王爺）的來歷亦不清楚，是廟方去請石萬壽教授寫沿革時，石萬壽認為三老爺實際是指鄭成功，廟方才認定三老爺的身分。然而原本在蔦松三老爺宮祭祀圈內的「烏鬼橋」與「竹林前」兩地信徒並不支持此種看法，且有人認為蔦松三老爺宮是「改奉」國姓爺，因而獨立建立「烏竹三千宮」，對於三老爺的身分則比照保西代天府的說法。

## 交誼境
臺南東嶽殿、市仔頭福隆宮、開臺聖地三老爺宮、臺南藥王廟、六興境保西宮、厲王文安宮、南廠水門宮、馬沙溝李聖宮

## 外部連結
- 台南中西區東門八協境大人廟臉書 （页面存档备份，存于）